# Out Run
Out Run és un videojoc de curses programat el 1986 per Yu Suzuki i Sega-AM2 en un principi per a màquines recreatives.

## Concepte
La idea era recórrer cinc etapes abans que no s'acabés el temps, per aconseguir-lo es dona la possibilitat d'agafar els comandaments d'un Ferrari Testarossa descapotable vermell amb una dona rossa com a acompanyant.

## Etapes
Per arribar a la meta s'ha de recórrer cinc etapes, al final de cadascuna el camí es divideix en dos i es pot escollir la següent etapa entre dues de possibles, només la primera (Coconut Beach) estava present en totes les partides. Un cop agafada la bifurcació del final de cada estapa es creua una meta volant (Check Point) que augmenta el temps restant de partida. Quan aquest temps arriba a zero, la partida acaba i un mapa descrivint les etapes recorregudes hi apareix. Si s'aconsegueix finalitzar la cinquena etapa abans que s'acabi el temps, apareix un final, cada final és diferent en funció de quina sigui l'última etapa.

## Plataformes
En poc temps aquest joc es convertí en referència del gènere i aparegueren versions per a la majoria de sistemes de l'època:
- Spectrum
- Sega Master System
- Sega Mega Drive
- Commodore 64
- Amstrad
- MSX
- PC
- Turbo Grafx / PC Engine
- PS2
- Sega Saturn
- Atari
- Sega Game Gear
- Xbox